# Dorfkirche Großbockedra

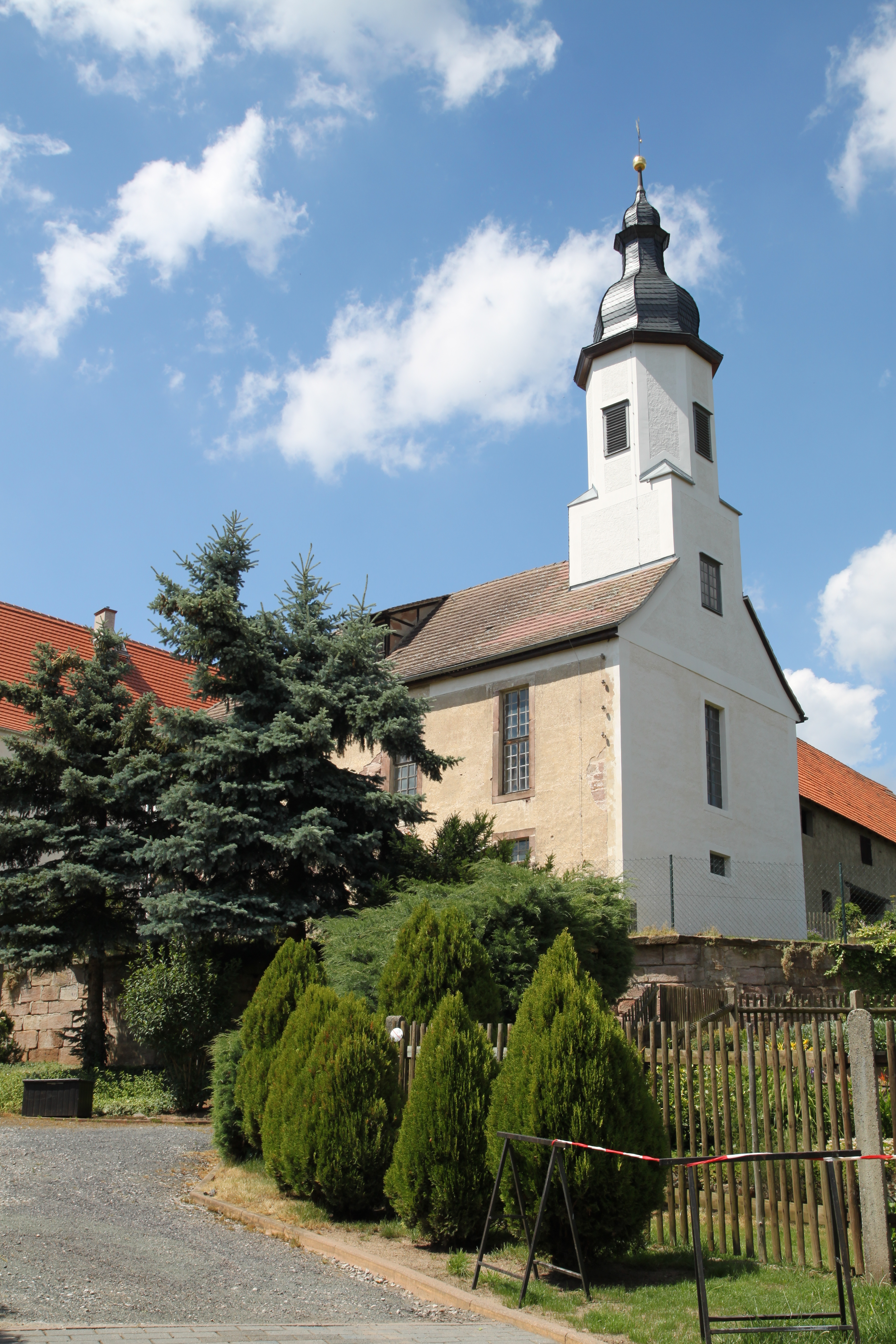
Großbockedra, Dorfkirche

Die Dorfkirche Großbockedra steht in der Gemeinde Großbockedra im Saale-Holzland-Kreis in Thüringen. Sie gehört zum Pfarrbereich Trockenborn im Kirchenkreis Eisenberg der Evangelischen Kirche in Mitteldeutschland.
Die Saalkirche mit östlichem Dachturm, die zentral im Dorf steht, wurde 1760 gebaut.
Der Kirchturm hatte durch Kriegs- und Wettereinwirkungen große Schäden, die erst 2008 beseitigt werden konnten.
Im Innenraum gibt es dreiseitige zweigeschossige Emporen. Die Orgel wurde von Louis Poppe aus Roda 1824 eingebaut. Der Kanzelaltar steht seit 1882 im Kirchenschiff. 1725 wurden das Taufbecken und der Taufengel schon in der Vorkirche aufgestellt. Sie sind in diese Kirche übernommen worden. Die Prospektpfeifen der Orgel wurde für den Ersten Weltkrieg eingeschmolzen. 1929 konnten das Glockengeläut und die Prospektpfeifen wieder ersetzt werden.